# Teslui (Olt)
Teslui è un comune della Romania di 2 674 abitanti, ubicato nel distretto di Olt, nella regione storica della Muntenia. 
Il comune è formato dall'unione di 7 villaggi: Cherleștii din Deal, Cherleștii Moșteni, Comănița, Corbu, Deleni, Schitu Deleni, Teslui.